# Neil Zaza

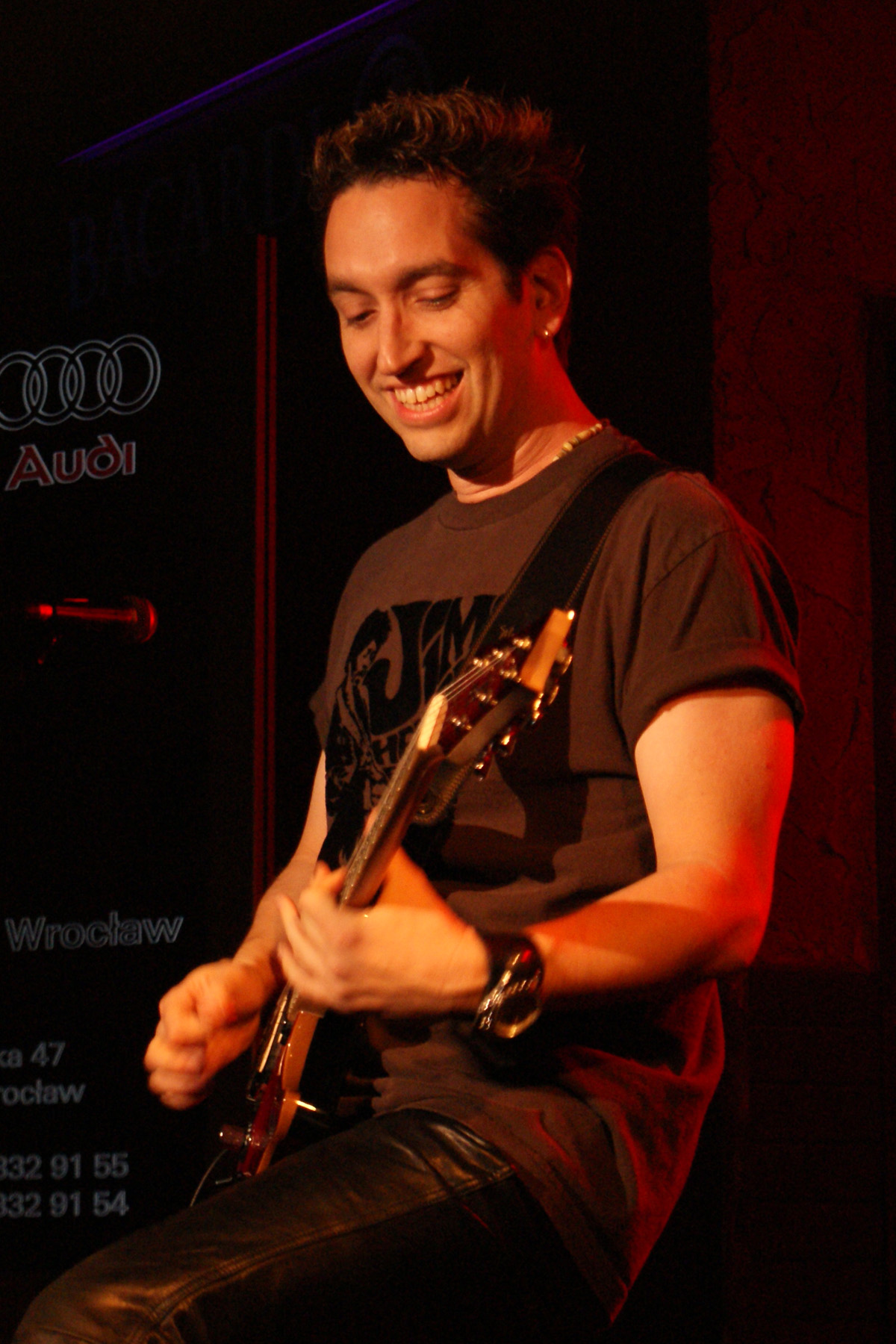
Neil Zaza (2008)

Neil Zaza (* in Northfield, Ohio) ist ein US-amerikanischer Melodic-Gitarrist, der vor allem durch seine besondere Spieltechnik sowie das Vermischen von klassischer Musik und modernen Gitarrensounds bekannt wurde.

## Leben
Zaza begann im Alter von zehn Jahren mit dem Gitarrespiel und studierte an der University of Akron klassische Gitarre. Sein damaliger Lehrer war der Künstler Stephen Aron. Danach gab Zaza selbst Gitarrenunterricht.
1987 gründete Neil Zaza die Rockband Zaza, welche in den USA schnell zu einer erfolgreichen Tour-Band wurde. Nach vielen erfolgreichen Konzerten und einem Hit, Maybe Tomorrow, löste sich die Band auf und Zaza begann eine Solo-Karriere. 1992 erschien Zazas erstes Musikalbum Two Hands, One Heart.
Das Album wurde von Kritikern hoch gelobt, vor allem wegen der Verbindung von klassischer Musik und modernen Gitarrensounds. 1993 folgte Thrills and Chills. Im selben Jahr trat er als Gast-Gitarrist mit dem Hartford Symphony Orchestra auf und spielte Stücke wie 1492 oder West Side Story. 1996 trat Zaza beim Montreal Guitar Festival auf. 1997 erschien Zazas drittes Album Sing. Der Song I'm Alright wurde unter Zazas Fans zum Dauerbrenner. Auf der Internet-Plattform YouTube existieren hunderte Cover-Versionen des Stückes. 2001 nahm Zaza eine Coverversion von dem Prince-Song Purple Rain auf und 2006 veröffentlichte er sein Album When Gravity Fails.
In Zazas Alben sind auch des Öfteren Gastmusiker zu hören:
- Jordan Rudess, Keyboarder der Band Dream Theater, wirkte bei When Gravity Fails mit.
- Michael Anthony, Bassist der Band Van Halen, wirkte bei When Gravity Fails mit.
- Steve Smith und Ross Valory, Mitglieder der Band Journey, wirkten bei Staring at the Sun mit.
- Blake Sakamoto, Keyboarder der Band Dan Reed Network, wirkte bei Thrills & Chills mit.

## Diskografie
- Just Get It (1989) mit ZAZA
- Party with the Big Boys (1991) mit ZAZA
- Two Hands, One Heart (1992)
- Thrills & Chills (1993)
- Sing (1996)
- Ten Zen Men Project (1996)
- Snap, Crackle & Pop... Live! (1997)
- Staring at the Sun (2001)
- One Silent Night Volume 1 (2002)
- One Silent Night Volume 2 (2002)
- Melodica (2004)
- When Gravity Fails (2006)
- 212 (2011)
- Peaches (2015)

## Gastauftritte
- Brivido (2008)